# Erich Stammberger
Erich Stammberger (* 30. Juli 1927; † 30. Juli 2004) war ein deutscher Kommunalpolitiker und dritter Oberbürgermeister der Stadt Kulmbach.

## Leben
Stammberger war Mitglied der Wählergemeinschaft Kulmbach (WGK) und von 1971 bis 1995 Oberbürgermeister von Kulmbach. Mit einer Dauer von 24 Jahren (vier Legislaturperioden) hat er damit die längste Amtszeit aller Kulmbacher Oberbürgermeister. Stammberger initiierte noch zu DDR-Zeiten, gemeinsam mit dem dortigen Bürgermeister Bernd Franke, eine Städtepartnerschaft mit Saalfeld in der DDR, eine der ersten Städtepartnerschaften über die innerdeutsche Grenze hinweg.
Nach seinem Ausscheiden aus dem Amt wurde Stammberger mit dem Bayerischen Verdienstorden ausgezeichnet, wurde Altoberbürgermeister und erhielt die Ehrenbürgerwürde der Stadt Kulmbach.